# Bilan saison par saison des Predators de Nashville
Les Predators de Nashville sont une franchise de la Ligue nationale de hockey depuis l'expansion de la Ligue en 1998.

Cette page retrace les résultats de l'équipe depuis cette première saison.

## Résultats
| Saison            | PJ                        | V                         | D                         | N                         | DP                        | BP                        | BC                        | Pts                       | Classement                | Séries éliminatoires                            | Entraîneur       | Capitaine      |
| ----------------- | ------------------------- | ------------------------- | ------------------------- | ------------------------- | ------------------------- | ------------------------- | ------------------------- | ------------------------- | ------------------------- | ----------------------------------------------- | ---------------- | -------------- |
| 1998-1999         | 82                        | 28                        | 47                        | 7                         | —                         | 190                       | 261                       | 63                        | 4e division Centrale      | Non qualifiés                                   | Barry Trotz      | Tom Fitzgerald |
| 1999-2000         | 82                        | 28                        | 40                        | 7                         | 7                         | 199                       | 240                       | 70                        | 4e division Centrale      | Non qualifiés                                   | Barry Trotz      | Tom Fitzgerald |
| 2000-2001         | 82                        | 34                        | 36                        | 9                         | 3                         | 186                       | 200                       | 80                        | 3e division Centrale      | Non qualifiés                                   | Barry Trotz      | Tom Fitzgerald |
| 2001-2002         | 82                        | 28                        | 41                        | 13                        | 0                         | 196                       | 230                       | 69                        | 4e division Centrale      | Non qualifiés                                   | Barry Trotz      | Tom Fitzgerald |
| 2002-2003         | 82                        | 27                        | 35                        | 13                        | 7                         | 183                       | 206                       | 74                        | 4e division Centrale      | Non qualifiés                                   | Barry Trotz      | Greg Johnson   |
| 2003-2004         | 82                        | 38                        | 29                        | 11                        | 4                         | 216                       | 217                       | 91                        | 3e division Centrale      | 2-4 Red Wings                                   | Barry Trotz      | Greg Johnson   |
| 2004-2005         | Saison annulée (lock-out) | Saison annulée (lock-out) | Saison annulée (lock-out) | Saison annulée (lock-out) | Saison annulée (lock-out) | Saison annulée (lock-out) | Saison annulée (lock-out) | Saison annulée (lock-out) | Saison annulée (lock-out) | Saison annulée (lock-out)                       | Barry Trotz      | Greg Johnson   |
| 2005-2006         | 82                        | 49                        | 25                        | —                         | 8                         | 259                       | 227                       | 106                       | 2e division Centrale      | 1-4 Sharks                                      | Barry Trotz      | Greg Johnson   |
| 2006-2007         | 82                        | 51                        | 23                        | —                         | 8                         | 272                       | 212                       | 110                       | 2e division Centrale      | 1-4 Sharks                                      | Barry Trotz      | Kimmo Timonen  |
| 2007-2008         | 82                        | 41                        | 32                        | —                         | 9                         | 230                       | 229                       | 91                        | 2e division Centrale      | 2-4 Red Wings                                   | Barry Trotz      | Jason Arnott   |
| 2008-2009         | 82                        | 40                        | 34                        | —                         | 8                         | 213                       | 233                       | 88                        | 5e division Centrale      | Non qualifiés                                   | Barry Trotz      | Jason Arnott   |
| 2009-2010         | 82                        | 47                        | 29                        | —                         | 6                         | 225                       | 225                       | 100                       | 3e division Centrale      | 2-4 Blackhawks                                  | Barry Trotz      | Jason Arnott   |
| 2010-2011         | 82                        | 44                        | 27                        | —                         | 11                        | 219                       | 194                       | 99                        | 2e division Centrale      | 4-2 Ducks 2-4 Canucks                           | Barry Trotz      | Shea Weber     |
| 2011-2012         | 82                        | 48                        | 26                        | —                         | 8                         | 237                       | 210                       | 104                       | 2e division Centrale      | 4-1 Red Wings 1-4 Coyotes                       | Barry Trotz      | Shea Weber     |
| 2012-2013         | 48                        | 16                        | 23                        | —                         | 9                         | 111                       | 461                       | 41                        | 5e division Centrale      | Non qualifiés                                   | Barry Trotz      | Shea Weber     |
| 2013-2014         | 82                        | 38                        | 32                        | —                         | 12                        | 216                       | 242                       | 88                        | 6e division Centrale      | Non qualifiés                                   | Barry Trotz      | Shea Weber     |
| 2014-2015         | 82                        | 47                        | 25                        | —                         | 10                        | 232                       | 208                       | 104                       | 2e division Centrale      | 2-4 Blackhawks                                  | Peter Laviolette | Shea Weber     |
| 2015-2016         | 82                        | 41                        | 27                        | —                         | 14                        | 228                       | 215                       | 96                        | 4e division Centrale      | 4-3 Ducks 3-4 Sharks                            | Peter Laviolette | Shea Weber     |
| 2016-2017         | 82                        | 41                        | 29                        | —                         | 12                        | 240                       | 224                       | 94                        | 4e division Centrale      | 4-0 Blackhawks 4-2 Blues 4-2 Ducks 2-4 Penguins | Peter Laviolette | Mike Fisher    |
| 2017-2018         | 82                        | 53                        | 18                        | —                         | 11                        | 267                       | 211                       | 117                       | 1er division Centrale     | 4-2 Avalanche 3-4 Jets                          | Peter Laviolette | Roman Josi     |
| 2018-2019         | 82                        | 47                        | 29                        | —                         |                           | 240                       | 214                       | 100                       | 1er division Centrale     | 2-4 Stars                                       | Peter Laviolette | Roman Josi     |
| 2019-2020         | 69                        | 35                        | 26                        | —                         | 8                         | 215                       | 217                       | 78                        | 4e division Centrale      | 1-3 Coyotes                                     | John Hynes       | Roman Josi     |
| 2020-2021 Détails | 56                        | 31                        | 23                        | —                         |                           | 156                       | 154                       | 64                        | 4e division Centrale      | 2-4 Hurricanes                                  | John Hynes       | Roman Josi     |